# Кондеміос-де-Абахо
Кондеміос-де-Абахо (ісп. Condemios de Abajo) — муніципалітет в Іспанії, у складі автономної спільноти Кастилія-Ла-Манча, у провінції Гвадалахара. Населення — 26 осіб (2010).
Муніципалітет розташований на відстані близько 100 км на північний схід від Мадрида, 65 км на північ від Гвадалахари.

## Демографія
Динаміка населення (INE ):

## Галерея зображень

Розташування муніципалітету у провінції Гвадалахара
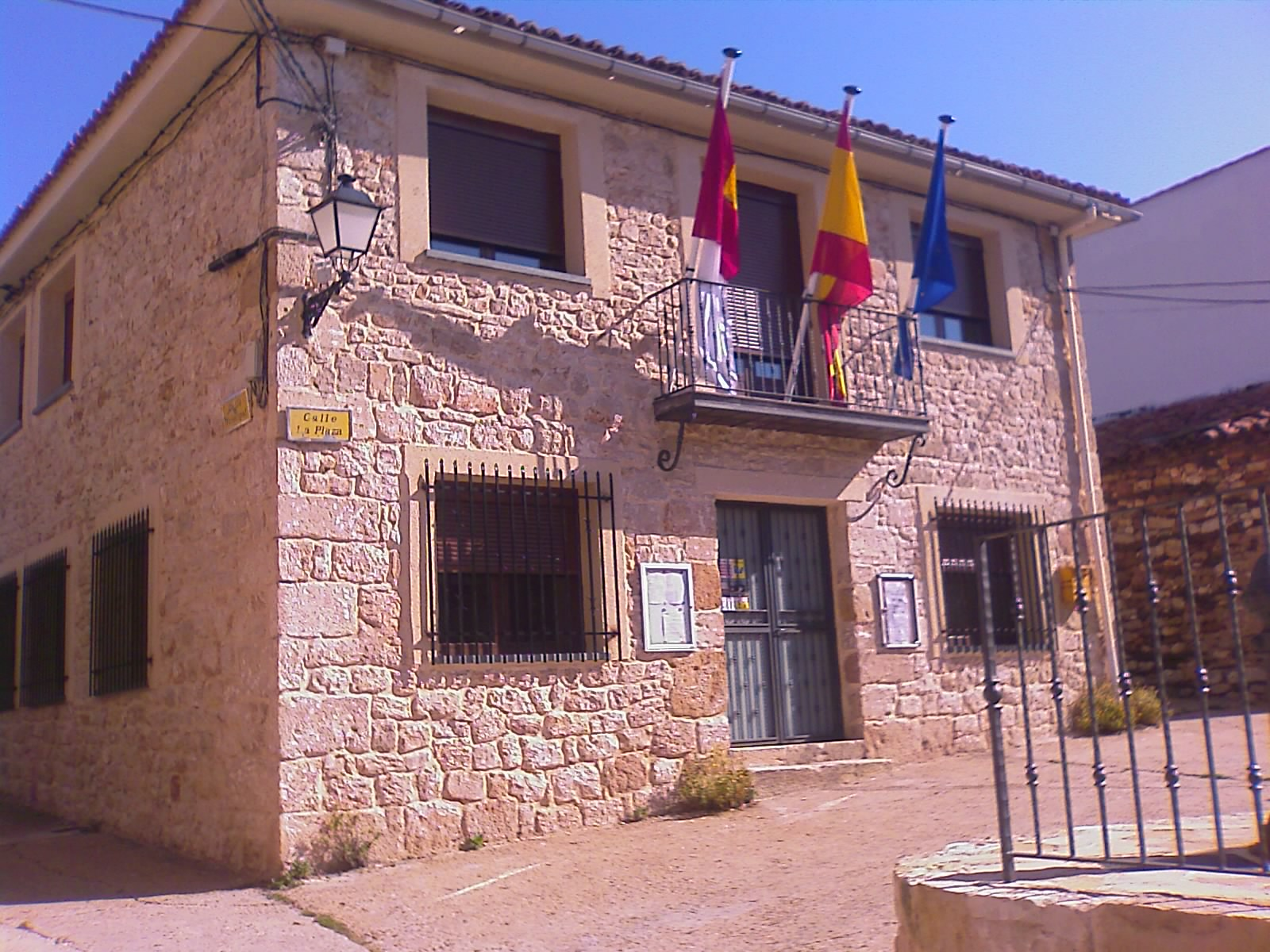
Муніципальна рада